# Pieter van Foreest (1521-1597)
Pieter van Foreest, ook wel Petrus Forestus (Alkmaar, 1521 – aldaar, 1597) was een van de belangrijkste medici van Nederland en stond ook bekend als de "Hollandse Hippocrates".
Petrus Forestus werd geboren als zoon van Jorden van Foreest (1494–1559) en Margriet, dochter van Nanning Beyers. Een van zijn broers was Jacob van Foreest (1533–1586). Petrus kreeg zijn eerste onderricht aan de Alkmaarse Latijnse School. Omstreeks 1536 ging hij studeren aan de Universiteit van Leuven. In 1540 begon hij een studiereis langs verscheidene Europese universiteiten, een zogenoemde Peregrinatio Academica teneinde de praktijk van de geneeskunde te leren kennen. Hij verbleef drie jaar in Bologna, van waaruit hij ook in Padua, Venetië, en Ferrara werkzaam is. Op 29 november 1543 promoveerde hij aan de universiteit van Bologna. Vervolgens werkte hij enige tijd in Rome en Parijs. In 1546 keerde hij terug naar Alkmaar om daar een geneeskundige praktijk op te bouwen. Hij trouwde in 1546 met Eva van Teijlingen (1525–1595).
In 1558 werd Forestus benoemd tot stadsgeneesheer van Delft, een functie die hij gedurende ruim 37 jaar uitoefende. Tijdens het beleg van Leiden in augustus 1574 werd Forestus geconsulteerd door prins Willem van Oranje, die te Delfshaven ziek te bed lag. Daarna werd Forestus herhaaldelijk geraadpleegd wanneer leden van de prinselijke familie door ziekte waren getroffen.
Door curatoren van de te stichten Leidse Universiteit werd Forestus uitgenodigd aanwezig te zijn bij de openingsplechtigheid op 8 februari 1575. Hij liep mee in de feestelijke stoet als "doctor ende professor in der medicine" en bleef tot 12 februari in Leiden om de statuten van de nieuwe academie mede te ondertekenen. Daarna keerde hij terug naar Delft. Hij prefereerde de geneeskundige praktijk en wilde geen academische functie.

Na de dodelijke aanslag op prins Willem van Oranje op 10 juli 1584 verrichtte Forestus samen met zijn Delftse collega Cornelis Busennius de lijkschouw en balseming. Zij brachten hierover uitvoerig verslag uit aan de Staten van Holland. Een gedeelte van dat verslag luidt als volgt: 
Meester Peeter Forestus ende Mr. Cornelis Busennius, docteuren in de medicynen der stede van Delft, gevisiteert hebbende het lichaam van syne excellentie, hebben verclaert, dat den scheut is ingegaen, aen de slincke syde, drie wingheren beneffens den tepel van de borste, ontrent een groot strootbreed neerwaerder dan den tepel staet, deur de vyfde ribbe, ende is voorts gepasseert door de longher, daer nae deur de dunste membraneuse partye van het middelrif, oft diaphragma, ende van daer, deur de crop van de maeghe, ende also deur de zevenste ende achste ribbe, met quetsinghe over de slinkerzyde, hert aen de spina dorsi, oft paternoster van 't rugghebeen, met twee gaten, met interstitie van een half groot breet, weesende d'een groter dan d'ander.
Forestus had een diepe afkeer van kwakzalvers, piskijkers en het onbevoegd uitoefenen der geneeskunde. Een gedeelte van een onuitgegeven handschrift van hem is bewaard gebleven, getiteld Vander Empiriken, Landloeperen ende Valscher Medicynsbedroch. Hij schreef dit ten behoeve van eenvoudige mensen, die door dit soort bedriegers werden verleit ende bedrooghen. In 1584 wist hij de Delftse magistraten te overtuigen om regels op te stellen voor de uitoefening van de geneeskunst.
Tijdens zijn praktijkjaren te Alkmaar begon Forestus aantekeningen te maken over de kwalen van zijn patiënten en over de wijze waarop hij ze behandelde. Later rangschikte hij deze gegevens en zo kwam hij ten slotte tot ruim 1350 Observationes met bijbehorende Scholia. De Observationes zijn meer dan de letterlijke betekenis "dingen gezien hebben" aangeeft. Het zijn zeer persoonlijke waarnemingen van patiënten en ziektes. Ze vormen het uitgangspunt voor de daarop volgende Scholia, die men kan beschouwen als academische verhandelingen van een doctor medicinae, die aan de meest gerenommeerde Italiaanse universiteiten heeft gestudeerd. Deze gegevens zijn aanvankelijk als aparte monografieën opgedragen aan bekende persoonlijkheden als prins Maurits van Oranje, en aan stadsbesturen, als die van Alkmaar, Delft, Leiden, Amsterdam, en Enkhuizen. In 1609 zijn alle monografieën en de verhandeling over het urineonderzoek gebundeld en uitgegeven te Frankfurt als Opera Omnia. Er volgen vele herdrukken.
Op 10 maart 1597 overleed Petrus Forestus. Hij werd ruim 75 jaar. Zijn stoffelijk overschot werd op 13 maart 1597 begraven in de Grote of Sint-Laurenskerk te Alkmaar. De laatste regel op zijn grafsteen luidt als volgt: Hippocrates batavus si fuit ille fuit (indien ooit een Hollandse Hippocrates bestaan heeft dan was hij het). Forestus heeft een aanzienlijke hoeveelheid boeken gedoneerd aan de in deze kerk gevestigde librije van Alkmaar. Van alle librijes in Nederland had  die van Alkmaar de grootste omvang wat medische literatuur betreft. 